# Santiago Cruz
Pour les articles homonymes, voir Cruz.
Santiago Cruz Vélez (né le 1er février 1976 à Ibagué, Tolima) est un chanteur colombien.

## Biographie
Né le 1er février 1976 à Ibagué, capitale colombienne de la musique, il est élevé par sa mère, ses deux grands-mères et dix tantes. Après avoir vécu 17 ans dans sa ville natale et avoir passé son adolescence entre études et service militaire, Santiago déménage dans la capitale colombienne pour étudier la finance et les relations internationales, mais il a toujours su qu'il se consacrerait entièrement à la musique, car c'était l'une de ses grandes passions.
En 2003, Cruz sort son premier album intitulé Solo hasta hoy. Le single Una y otra vez la fait connaître dans le domaine de la musique. Cet album lui permet également de faire connaissance et de partager la même scène avec de nombreux musiciens célèbres tels qu'Alejandro Sanz, Miguel Bosé et Franco de Vita. En 2006, Cruz sort son deuxième album, Sentidos, sous le label discographique indépendant Equilibrio Producciones. Cet album est produit en collaboration avec le producteur de musique Julián Ávila et le producteur de concerts Fredy Ardila. En 2009, Cruz sort son troisième album, Cruce de caminos, sous le label Sony Music. Il décrit les chansons de cet album comme venant de son âme.
En 2012, Cruz présente son quatrième album, A quien corresponda. Cet album comprend 13 chansons, dont la composition est développée pendant les concerts et les voyages pour son album précédent.
Après plusieurs mois de travail, un long voyage en Espagne et de nombreuses compositions, Cruz revient avec son cinquième album studio, Equilibrio, en 2014, qui est mis en vente en formats numérique et physique le 23 septembre en Colombie et dans plusieurs pays d'Amérique latine. L'album physique contient 13 chansons et une piste bonus enregistrées en direct avec piano et voix dans un lieu de jazz exclusif à Valence. Les guitares électriques jouent un rôle plus important dans cet album, ainsi qu'une énergie qui nous conduit vers un son plus britannique, selon Nacho Mañó, la personne qui a produit cet album. Le nom de cet album, selon Cruz, provient du label, Equilibrio Producciones, qu'il a créé lorsqu'il était un artiste indépendant.
En 2017, Cruz sort l'album Trenes, aviones y viajes interplanetarios avec Elsa y Elmar et Pedro Capá³. Cet album est nommé aux Latin Grammy dans la catégorie « Meilleur album d'auteur-compositeur-interprète ». Le single Contar hasta 3, O hasta 10 est inclus dans cet album, qui met en lumière les droits des femmes et le mouvement féministe. En 2019, Cruz sort son album Elementales. En même temps que la sortie, Cruz présente son single Baja la Guardia, l'une de ses chansons les plus puissantes, produite par Cachorro López et accompagnée par Andrés Cepeda.

## Discographie

### Albums studio
- 2003 : Solo hasta hoy
- 2006 : Sentidos
- 2009 : Cruce de caminos
- 2012 : A quien corresponda
- 2014 : Equilibrio
- 2017 : Trenes, aviones y viajes interplanetarios
- 2019 : Elementales
- 2021 : Dale
- 2023 : Nueve

## Distinctions
| Année | Nommé            | Prix                                | Résultat   | Ref.   |
| ----- | ---------------- | ----------------------------------- | ---------- | ------ |
| 2010  | Cruce de caminos | Meilleur album d'auteur-compositeur | Nomination | [ 8 ]  |
| 2013  | Desde Lejos      | Album de l'année                    | Nomination | [ 9 ]  |
| 2015  | Equilibrio       | Meilleur album d'auteur-compositeur | Nomination | [ 10 ] |